# Moliceiro

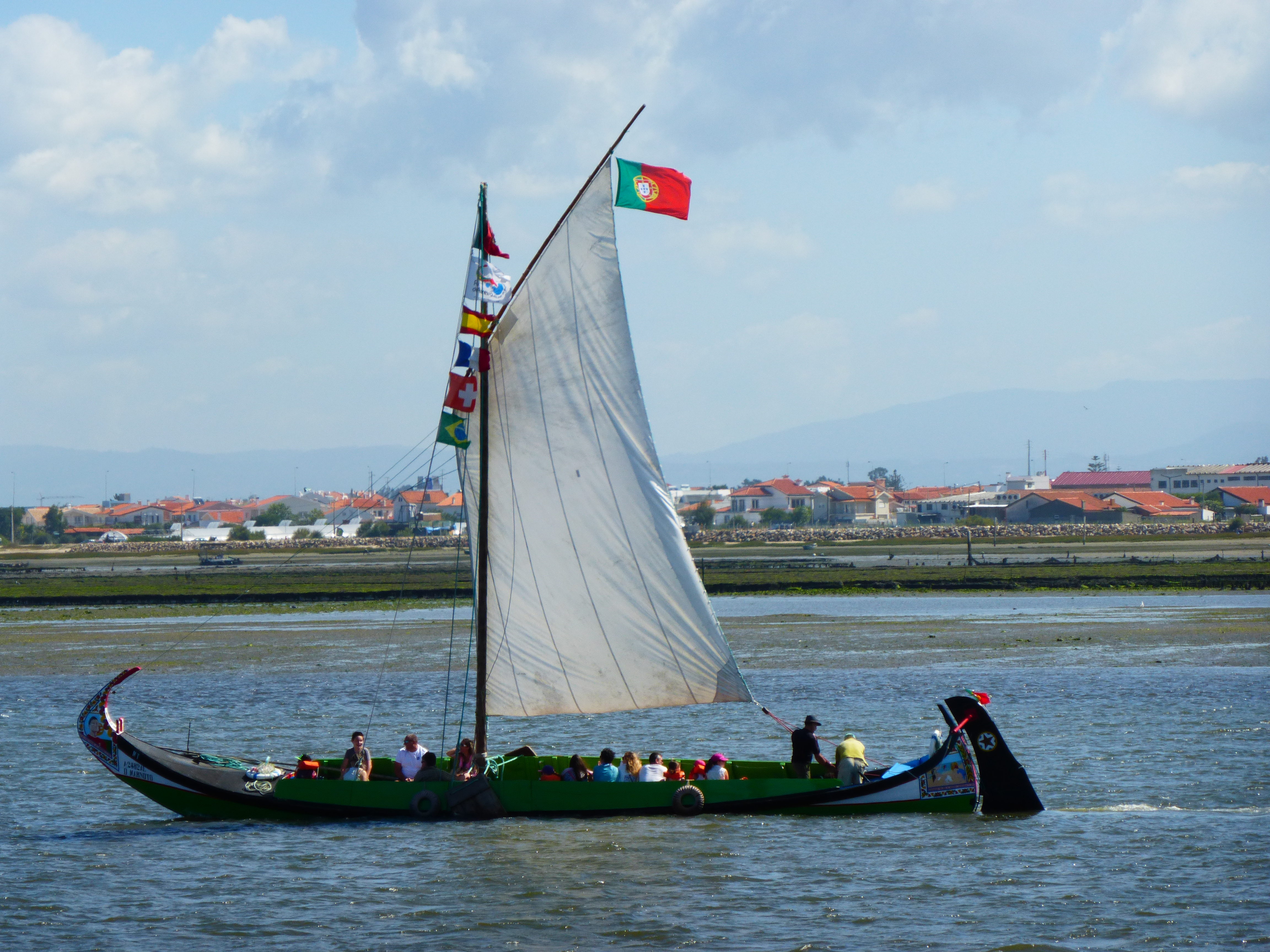
Moliceiro bateau traditionnel de la Ria de Aveiro

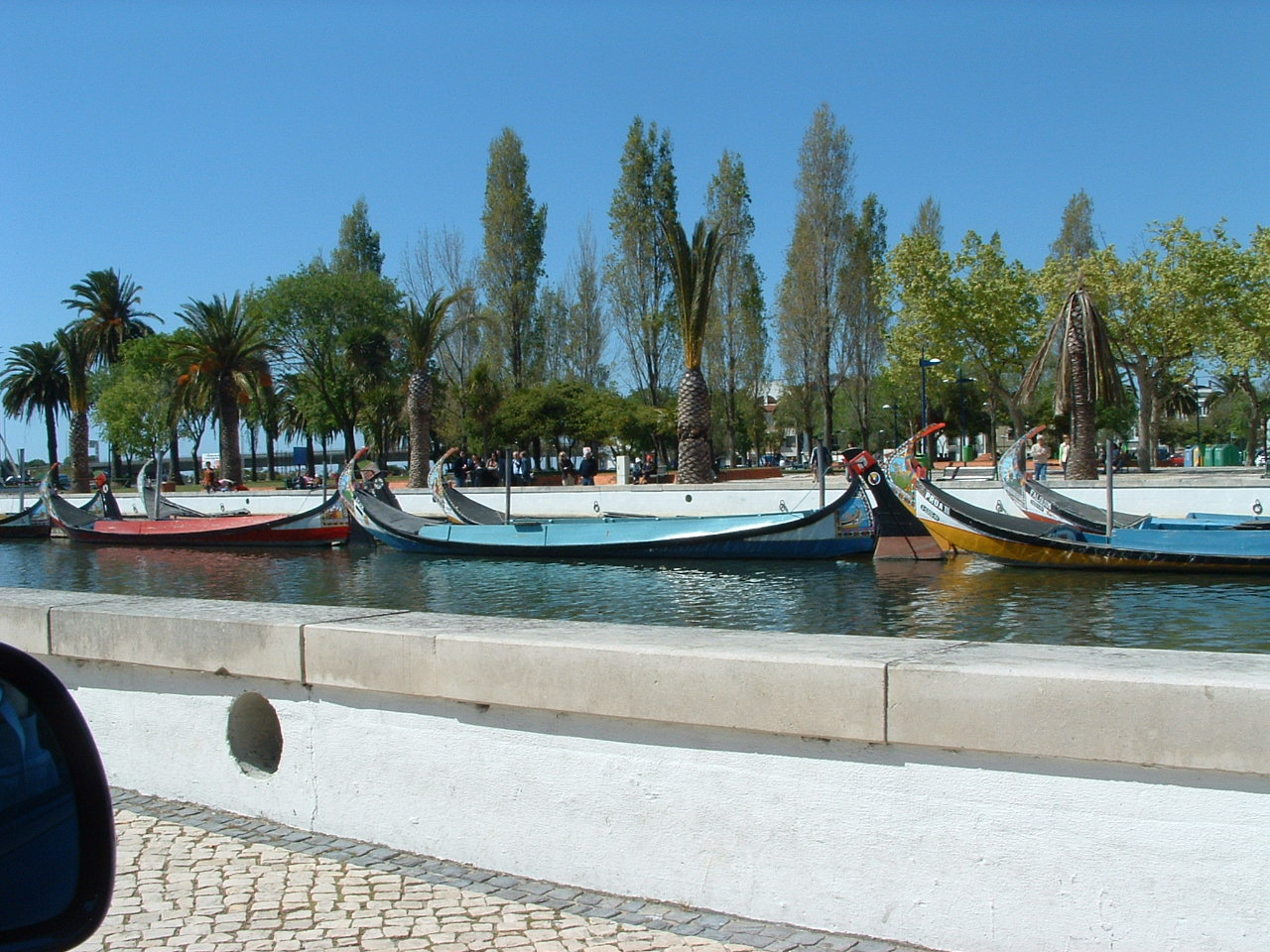
Moliceiros à Aveiro.

Le moliceiro (prononcer moulicèïrou [mulisɛjˈɾu]) est un type de bateau à un mât traditionnel de la Ria de Aveiro au Portugal.
Il servait autrefois à la récolte d'un mélange d'algues employé comme engrais local. Il est utilisé aujourd'hui pour promener les touristes sur les canaux de la ville d'Aveiro. Sa riche décoration en fait un élément du patrimoine culturel et le symbole de la région d'Aveiro.

## Histoire
Le moliceiro tient son nom de la molice un mélange d'algues (Potamogeton pectinatus, Ruppia cirrhosa, Zostera noltii, Lola, Enteromorpha, Ulva, Gracilaria) qui a pu se développer dans l'eau saumâtre quand la lagune d'Aveiro a pris sa forme actuelle au début du XIXe siècle, L' apogée des moliceiros se situe à la fin du XIXe siècle et au début du XXe siècle. Leur déclin est intervenu à partir de 1960 sous l'effet à la fois du recours aux engrais chimiques, de l'exode rural et de l'immigration. Aujourd'hui les moliceiros servent essentiellement à promener les touristes dans les canaux de la ville d'Aveiro.

## Caractéristiques

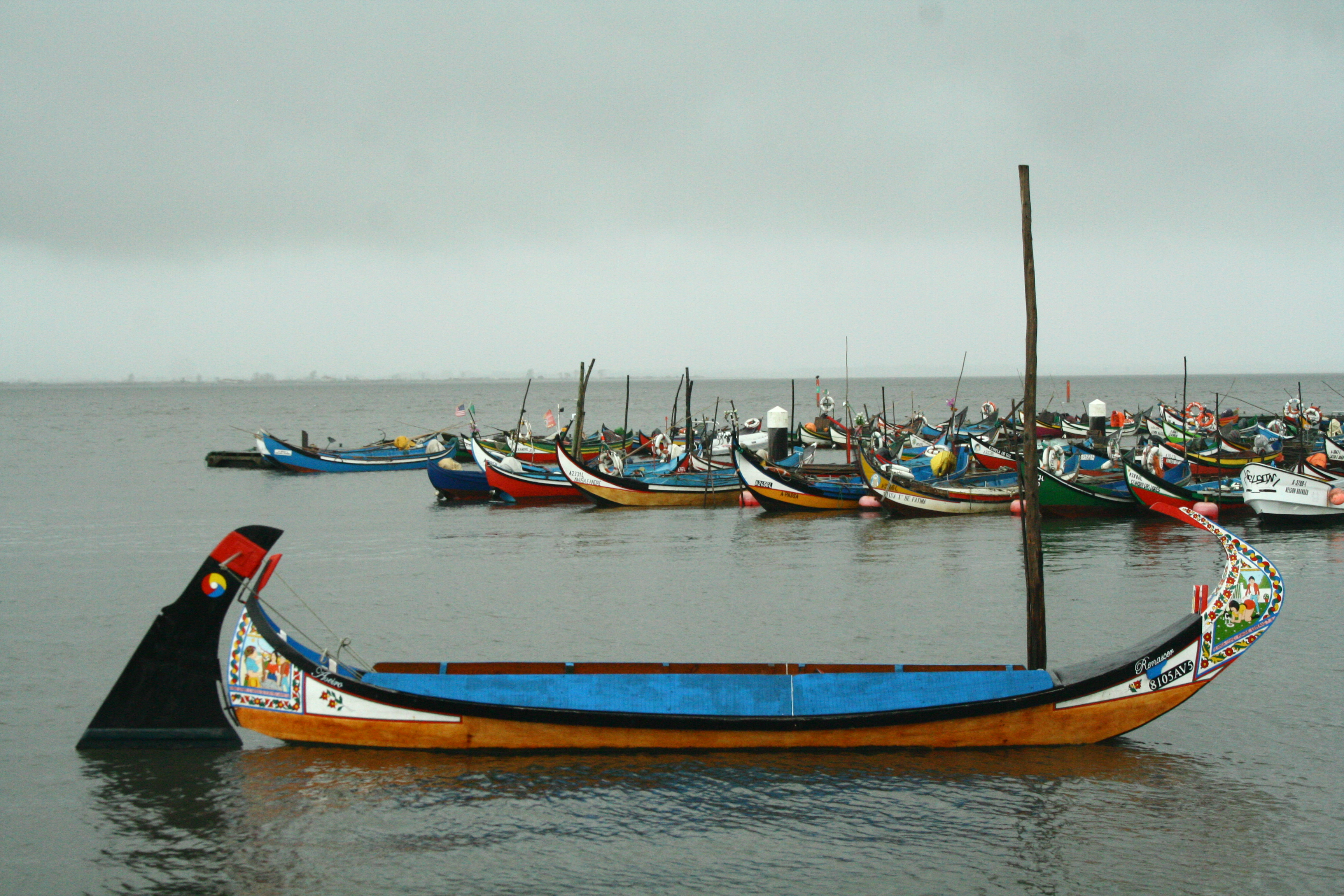
Moliceiro à Torreira dans la Ria de Aveiro

Les moliceiros ont une coque effilée avec une étrave très relevée en forme de faucille. Ils mesurent entre 15 et 18 m de long sur 2,5 à 3 m de large,. Les moliceiros sont construits en pin sylvestre ou en pin parasol par des chantiers transmis de génération en génération situés dans les communes de Murtosa et d’Ilhavo sur la Ria de Aveiro.
L'origine de leur forme en demi-lune reste inconnue, mais elle semble être une constante dans les embarcations traditionnelles à travers le temps et l'espace. On la retrouve dans la gondole vénitienne, le bateau viking, les pirogues du Sénégal, les donis (ou dhonis) des Maldives ou encore dans le bateau-lune du district de Cox’s Bazar à l’extrémité sud-est du Bangladesh. On la retrouve aussi dans les bateaux utilisés pour la pêche Arte Xavega pratiquée sur différentes plages portugaises ainsi que sur d'autres bateaux traditionnels portugais.
En revanche l'aménagement du moliceiro démontre sa parfaite adaptation à son milieu et son usage.
La lagune d'Aveiro étant peu profonde, souvent entre un et deux mètres, les moliceiros ont un fond plat et un faible tirant d'eau de l'ordre d'une quarantaine de centimètres. Leur franc bord est très bas de manière à faciliter la récolte de la molice avec un long râteau de bois appelé ancinho. Des fargues ou pavois (planches posée par-dessus le plat bord) amovibles permettent d'augmenter le franc bord et donc la cargaison. Les moliceiros possèdent aussi un gouvernail relevable grâce à de longs aiguillots pour naviguer par petits fonds.
Sous le pontage avant une petite cabine permet le couchage sommaire de l'équipage. La porte qui y donne accès est souvent peinte d'une grosse fleur ou d'une étoile. Tout à côté sur bâbord un petit bac à sable reçoit le foyer ouvert destiné à la cuisine.

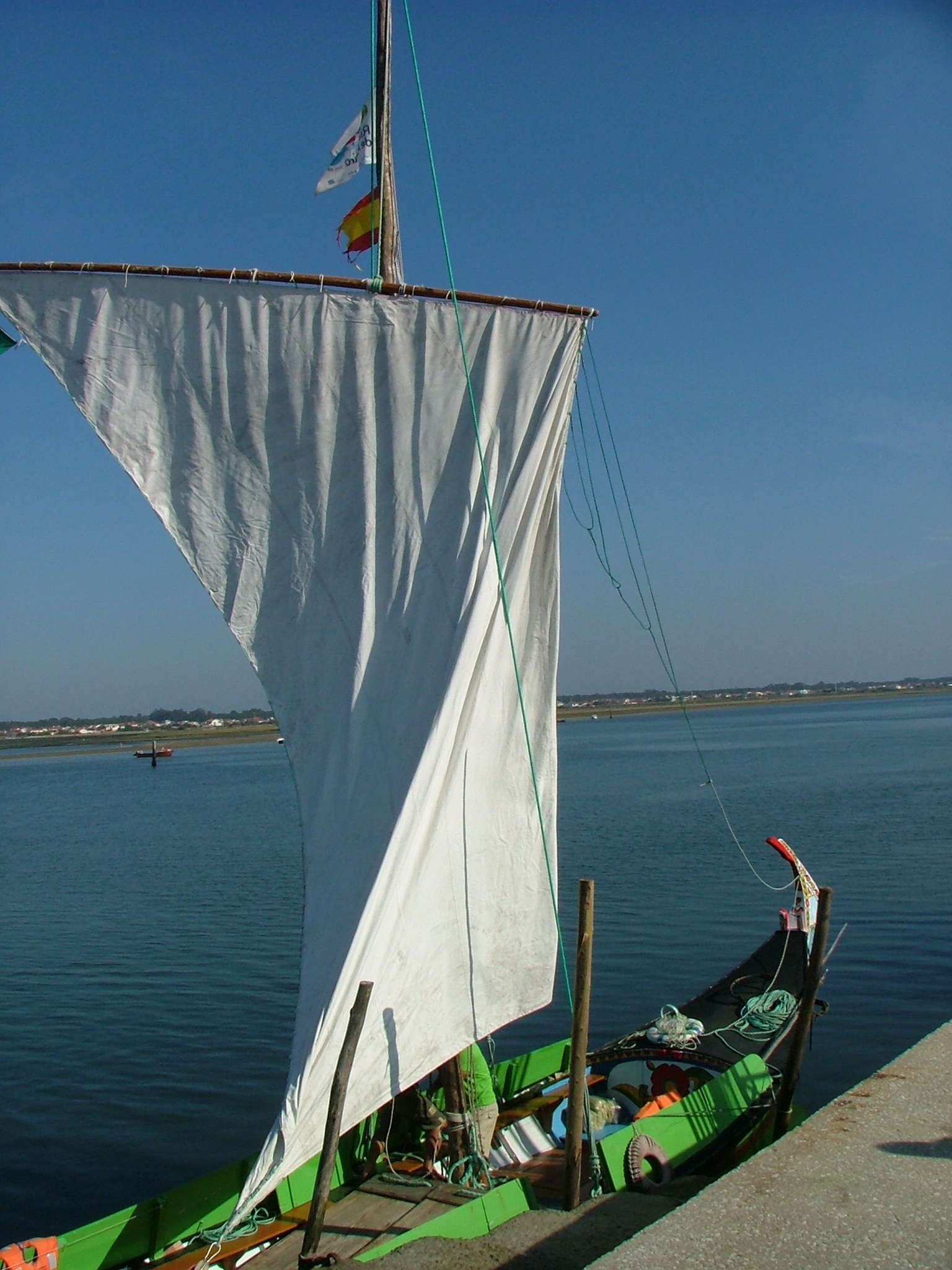
Moliceiro à quai avec sa voile hissée dont on distingue la bouline
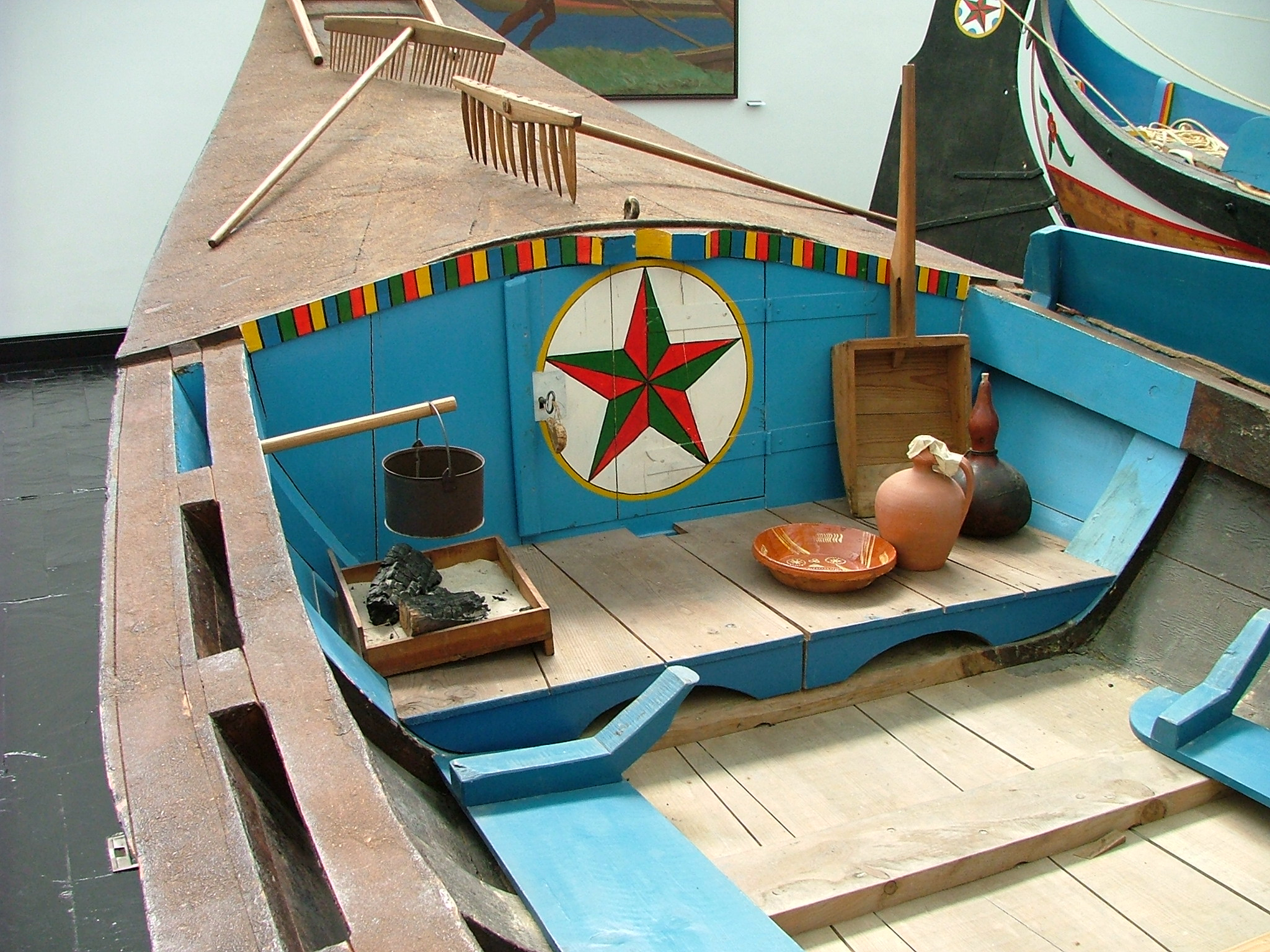
Aménagement intérieur d'un moliceiro conservé au Musée Maritime d'Ilhavo. On aperçoit la porte de la cabine, le foyer pour les repas et les râteaux (ancinhos) pour ramasser la molice.
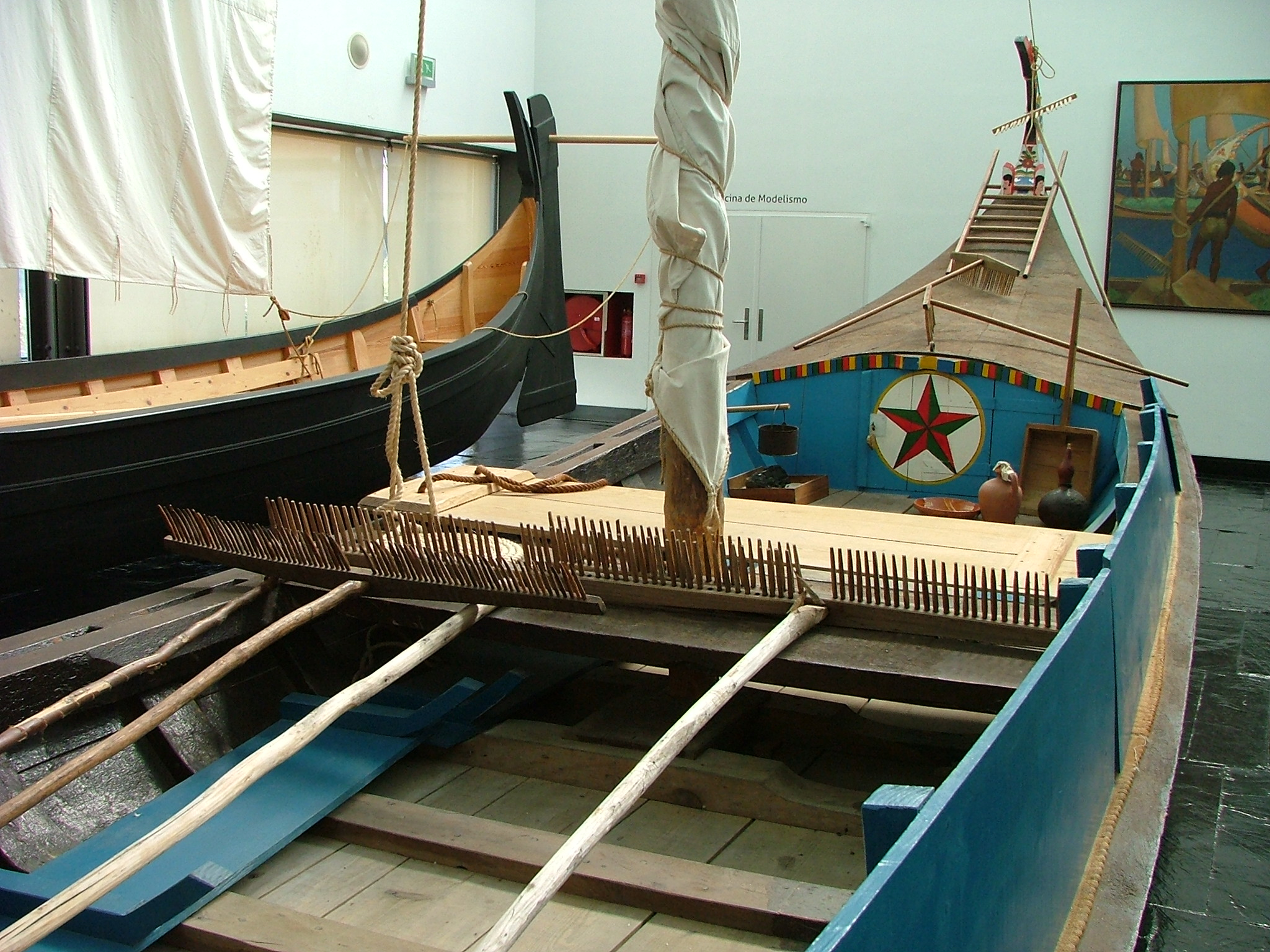
Aménagement intérieur d'un moliceiro conservé au Musée Maritime d'Ilhavo. La fargue du côté gauche a été enlevée pour charger la molice.
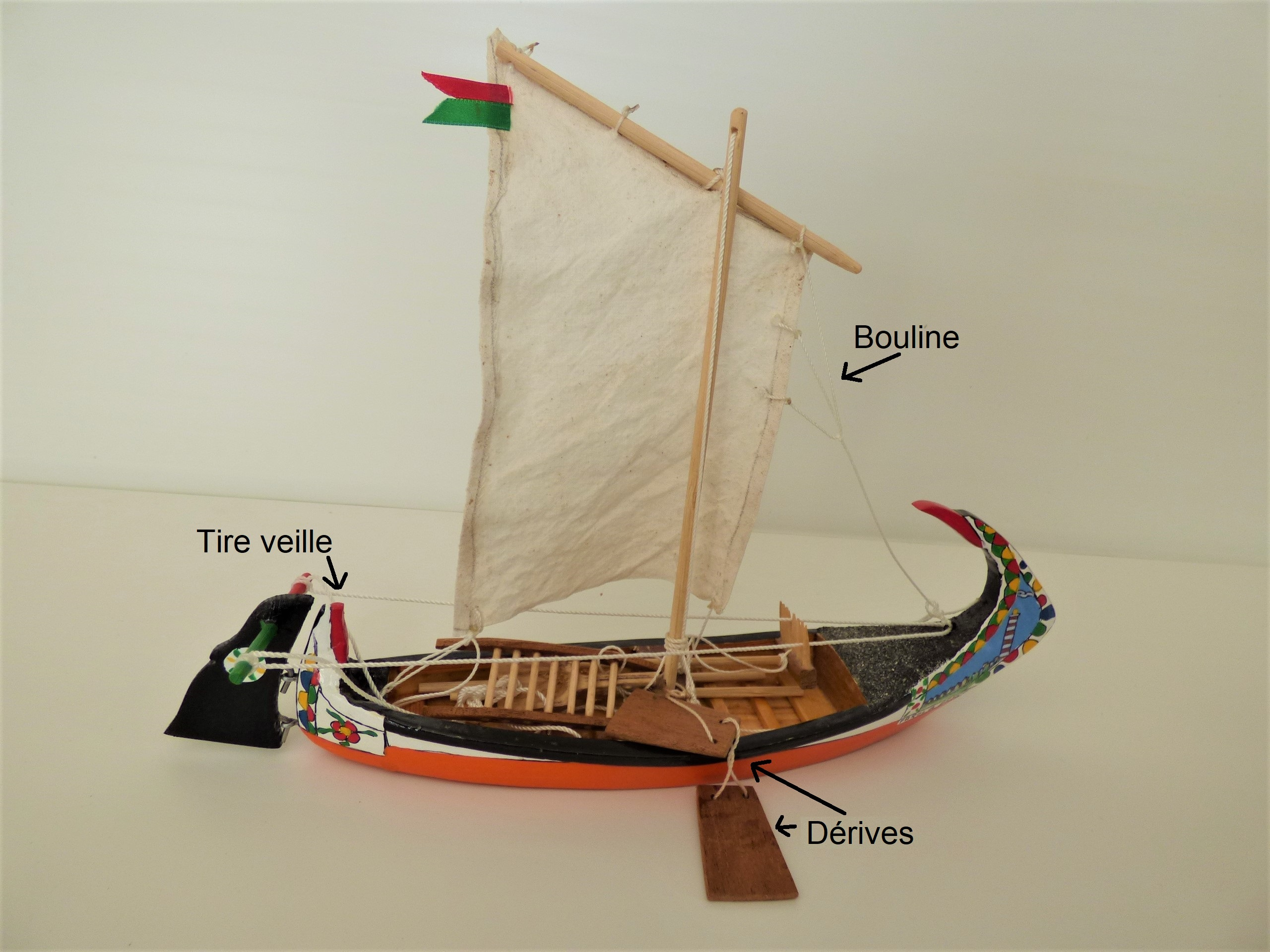
Maquette de moliceiro vendue dans les Offices du Tourisme d'Aveiro
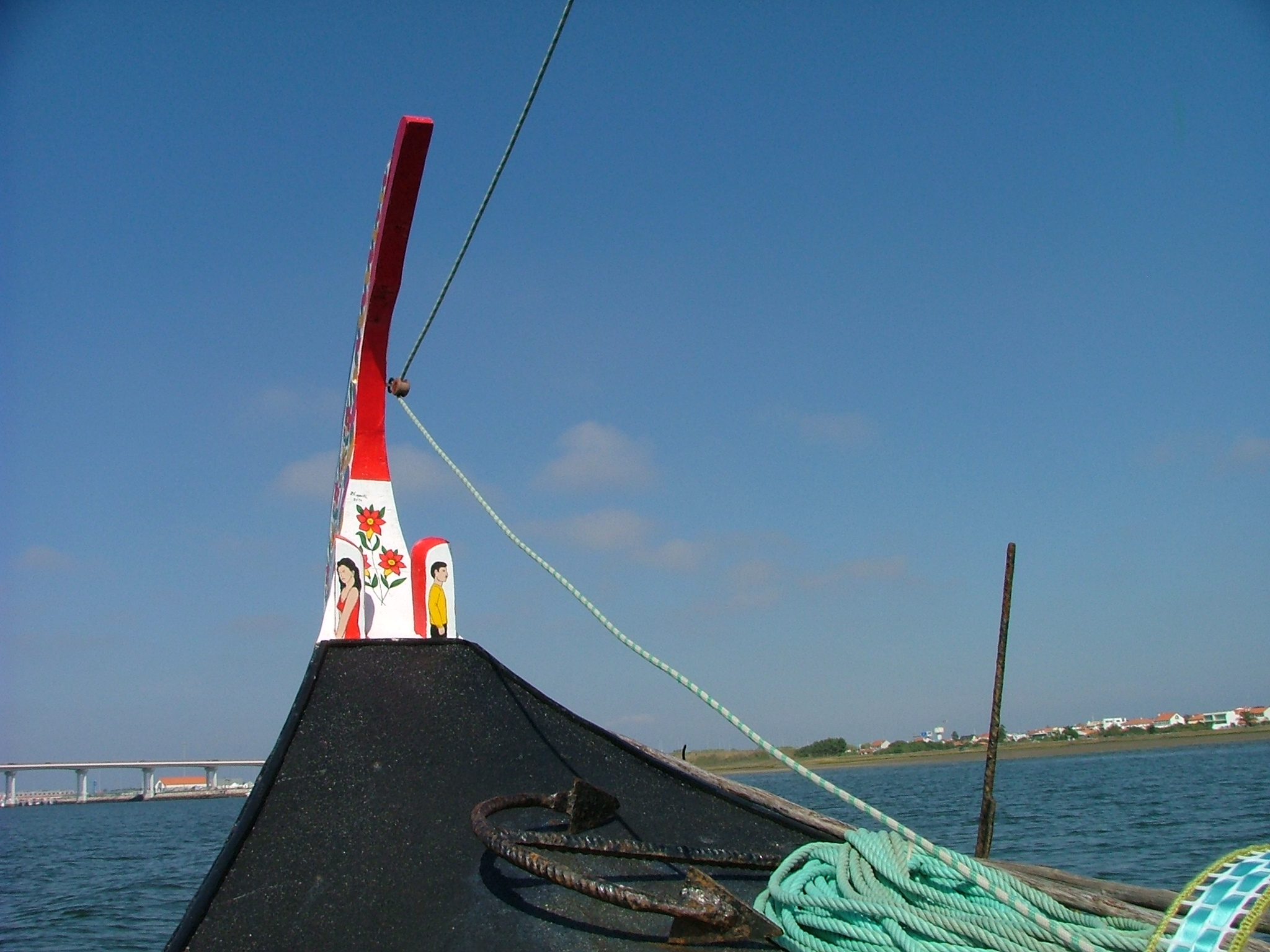
A la proue des moliceiros deux petites bittes d'amarrage sont représentées par un homme et une femme

## Navigation
Lorsqu'il servait de bateau de travail le moliceiro  avait plusieurs modes de propulsion à sa disposition : la voile, la perche et le halage. Le halage à la corde était  pratiqué quand les berges le permettaient, mais la faible profondeur de la lagune faisait préférer l'usage de la perche. Le pontage avant qui recouvre la cabine permettait un bon appui pour pousser le bateau à la perche. La voile était utilisée dès que possible.
Le moliceiro n'est gréé que d'une seule voile au tiers hissée sur un mât situé au milieu du bateau. Le mât est haubané sommairement par deux haubans, parfois pas haubané du tout.  A l'avant de la voile près de la vergue une bouline en patte d'oie revient sur l'étrave, ce dispositif améliore le rendement de la voile aux allures près du vent. Par ailleurs pour lui permettre de remonter au vent le moliceiro est équipé de deux dérives latérales. Mais au lieu d'être fixée par un axe sur le plat bord comme dans les bateaux à dérives latérales de l'Europe du Nord, la dérive du moliceiro est simplement plaquée contre le flanc du bateau sous le vent, un cordage passé au tour du mât suffisant à la maintenir en place. Autre originalité, le grand gouvernail relevable est actionné par un tire-veille, système utilisé habituellement seulement sur de petites embarcations menées à l'aviron .L'ensemble de ces particularités font du moliceiro un bateau sans équivalent dans le monde maritime.
Aujourd'hui les moliceiros qui servent à faire visiter aux touristes la ville d'Aveirio sont propulsés par des moteurs hors bords en puits. Leur mât a été supprimé pour passer sous les ponts et parfois la proue amputée de son extrémité (la bica da proa) pour la même raison. Des bancs latéraux permettent aux touristes de s'asseoir. Cependant la plupart de ces moliceiros conservent la possibilité de naviguer à la voile. Il suffit de remettre un mât, une voile et des dérives latérales. C'est ainsi qu'ils peuvent participer aux régates évoquées au dernier paragraphe.  

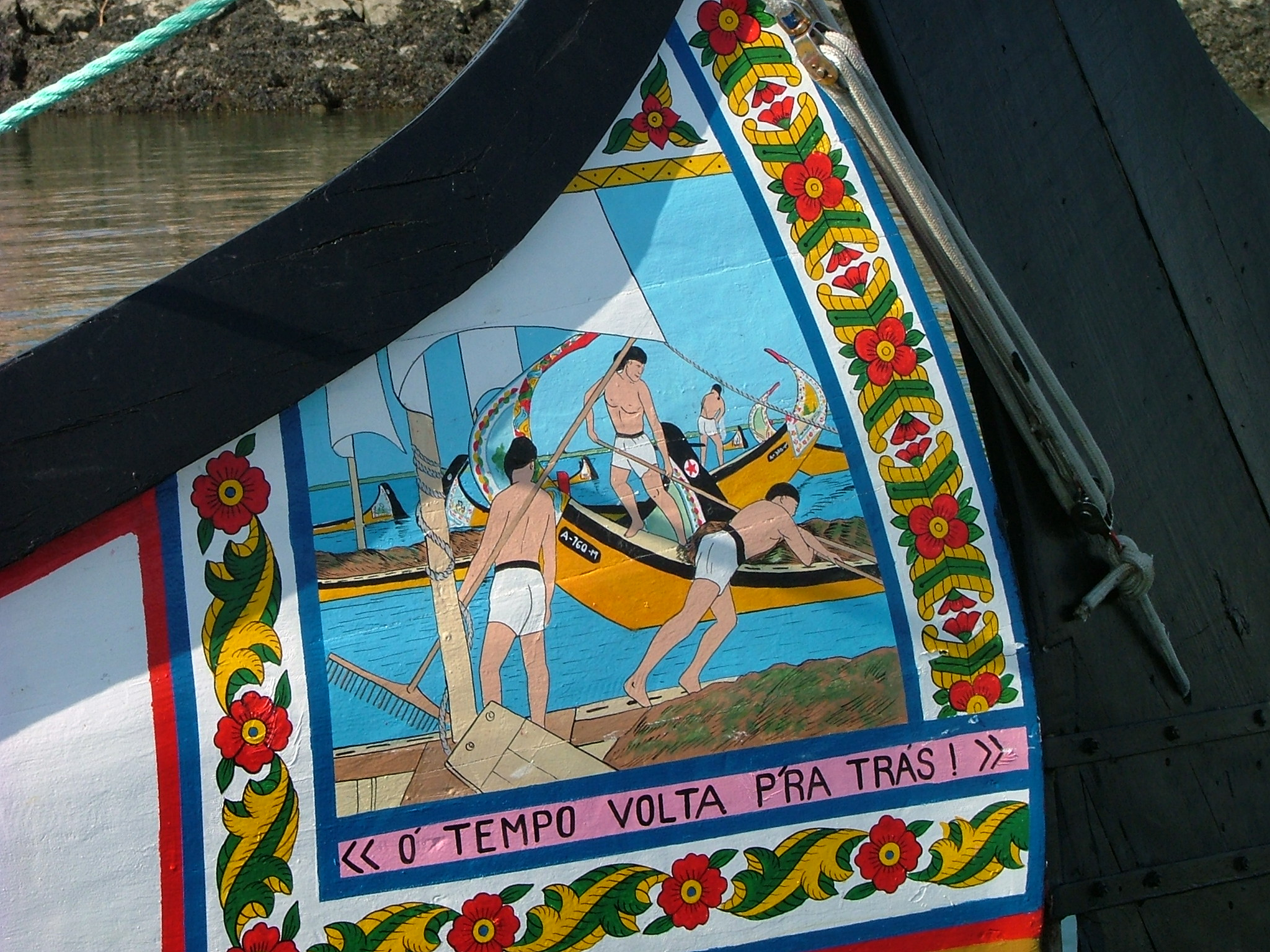
Tableau peint sur la poupe d'un moliceiro représentant l'usage de la perche jadis. On remarque également le palan qui sert à relever le gouvernail. La légende signifie : "le bon vieux temps est revenu".
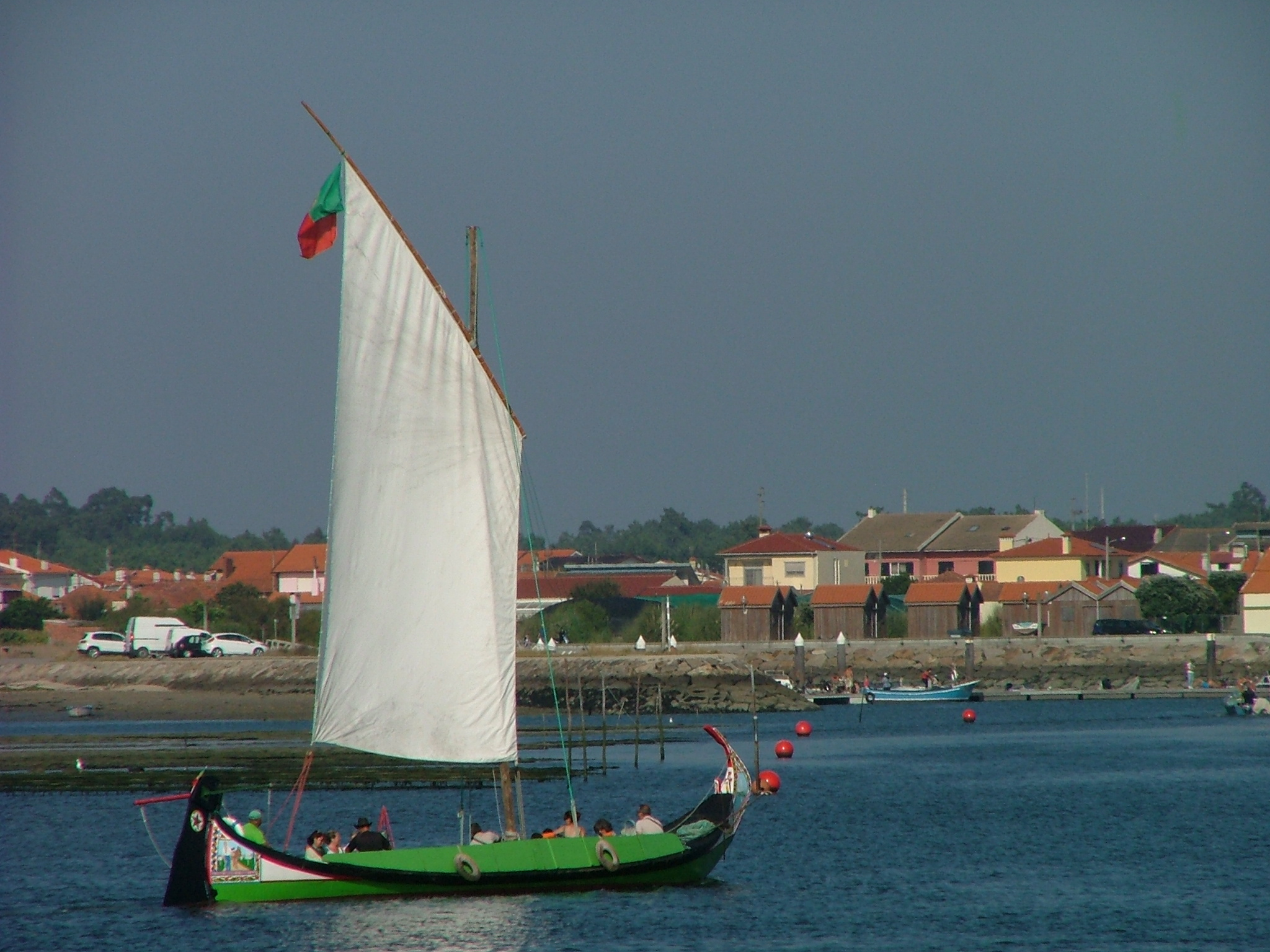
Moliceiro naviguant à la voile dans la lagune d'Aveiro avec des touristes à son bord.
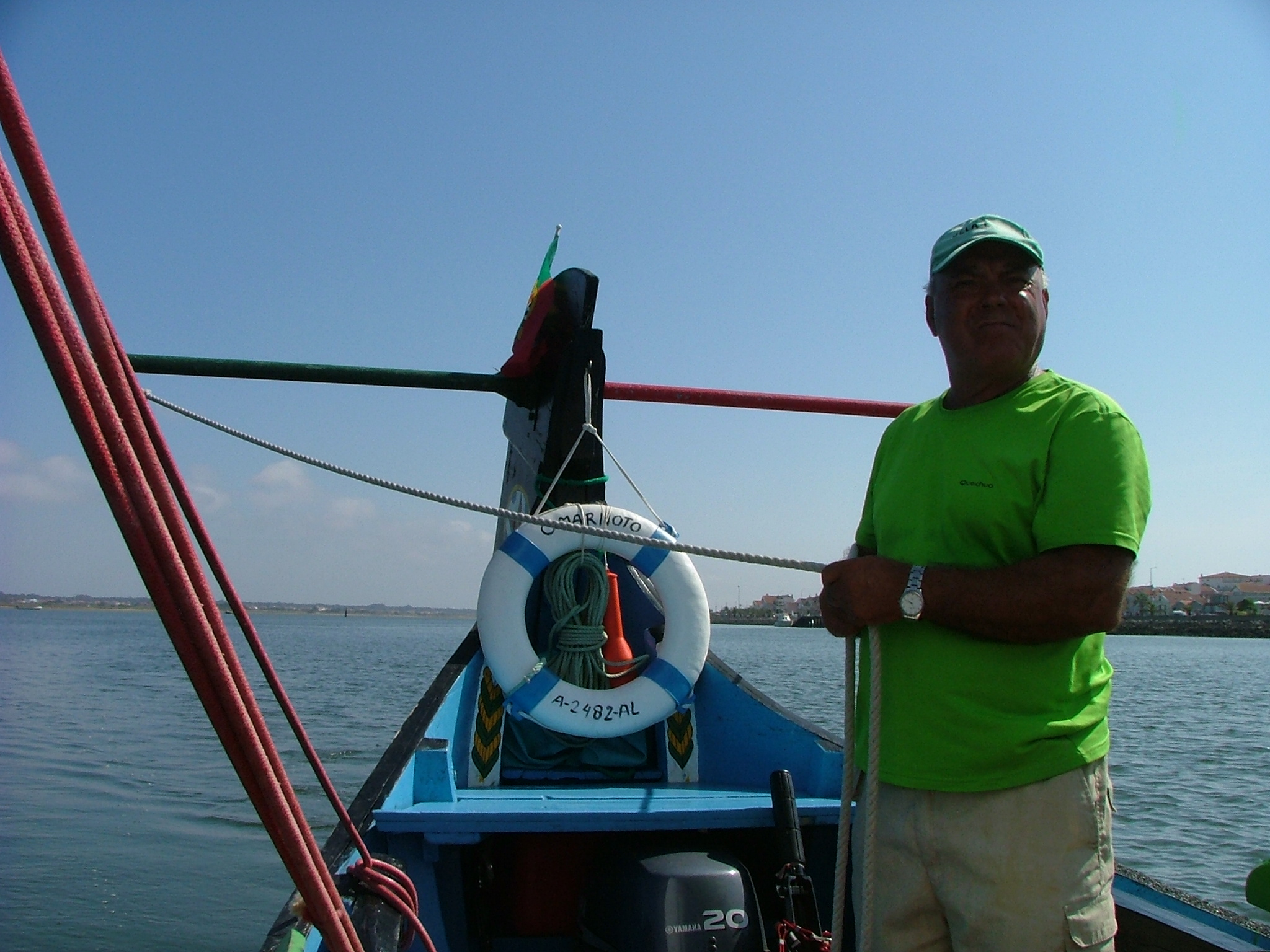
Patron d'un moliceiro tenant le tire veille du gouvernail de son bateau. On remarque aussi le moteur hors bord en puits qui équipe désormais tous les moliceiros.
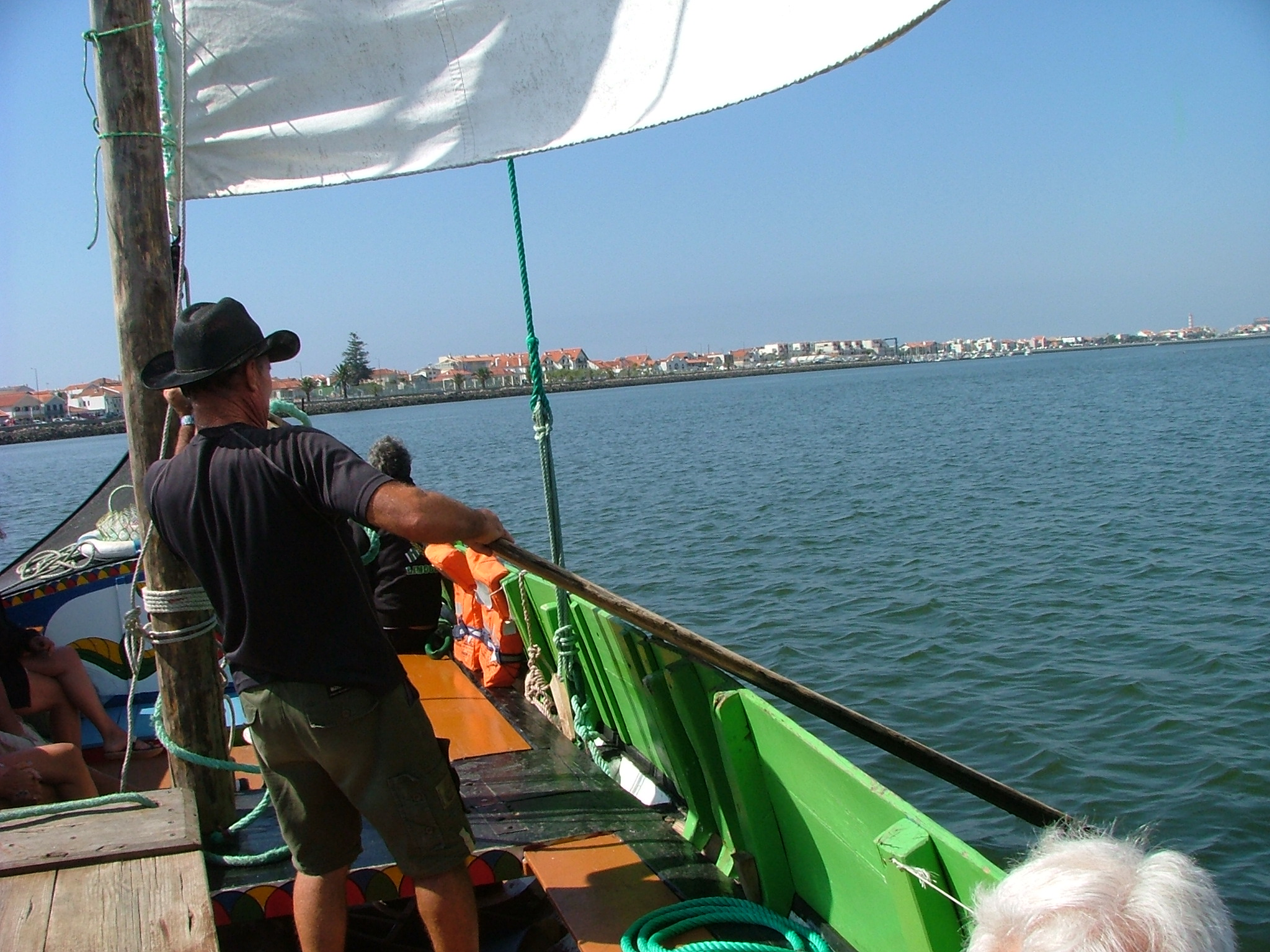
Mise en place de la dérive sur un moliceiro.
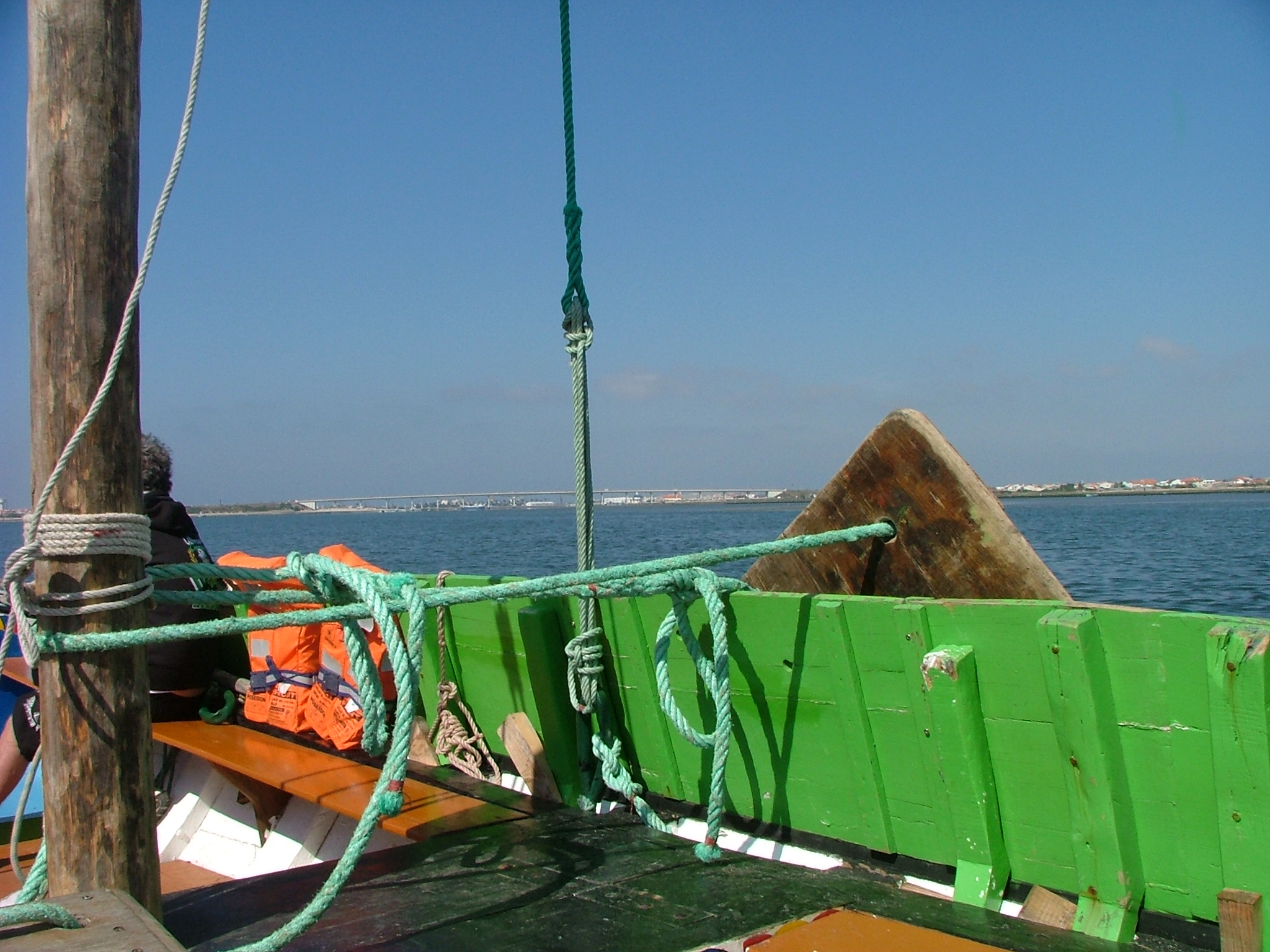
La dérive d'un moliceiro n'est retenue au bateau que par une boucle autour du mât.
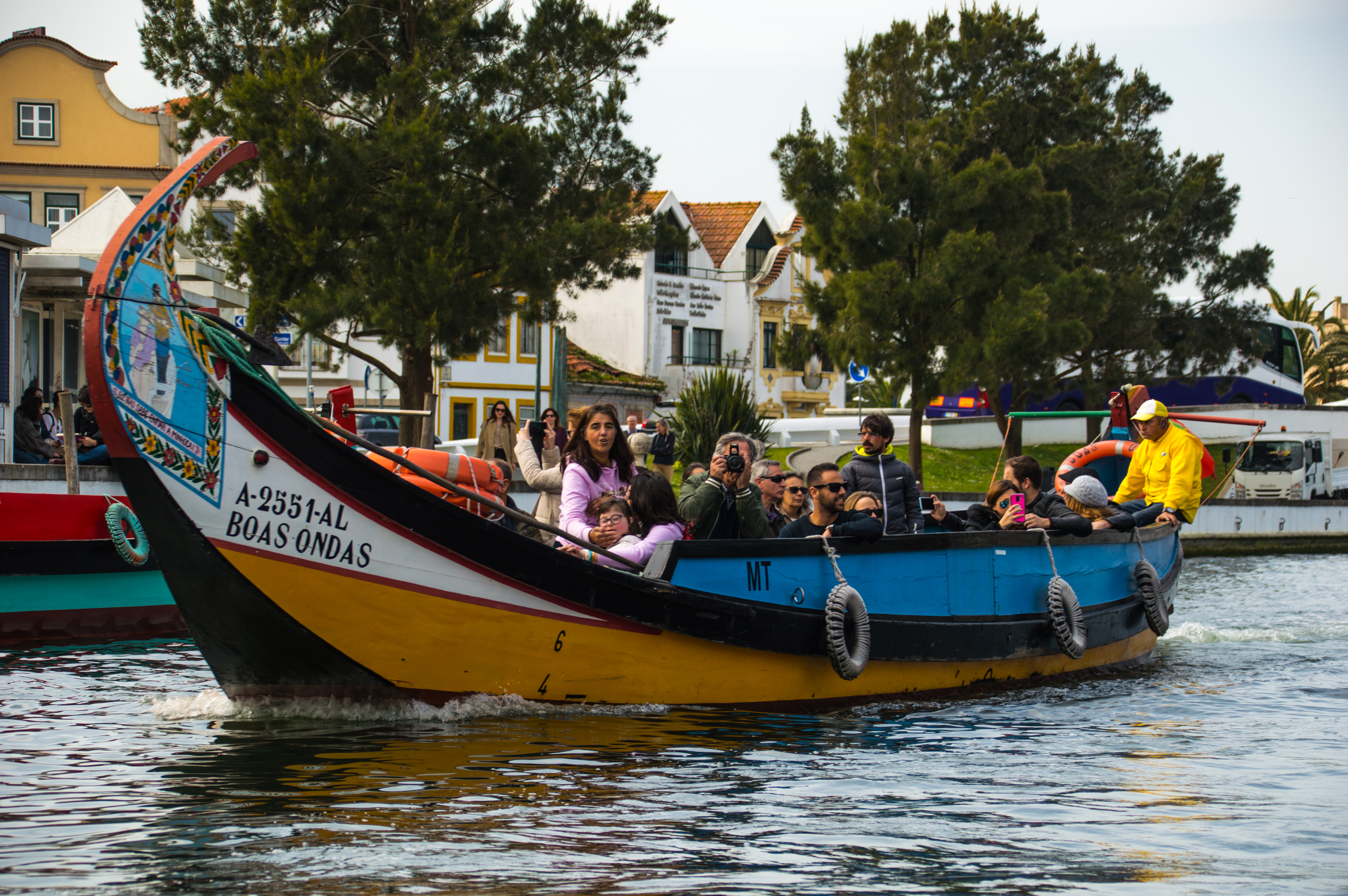
Moliceiro transportant des touristes dans les canaux de la ville d'Aveiro
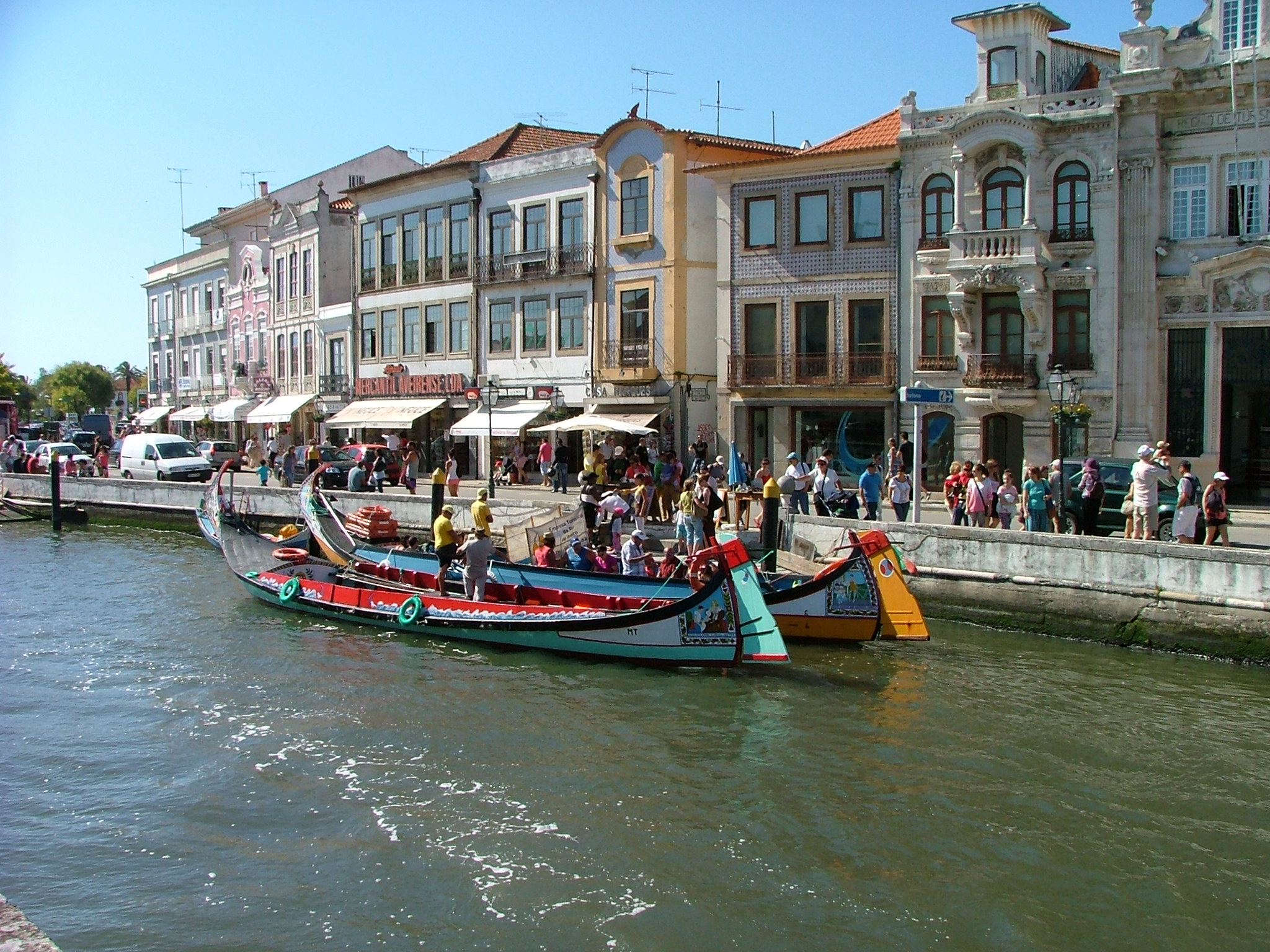
Moiceiros dans les canaux de la ville d'Aveiro

## Décoration
La riche décoration des moliceiros est leur autre caractéristique. Les moliceiros sont peints de couleurs vives. Des guirlandes torsadées ou composées de fleurs courent aux extrémités du bateau encadrant quatre panneaux peints, deux à la poupe, deux à la proue. Ces panneaux représentent des petites scènes et sont accompagnés d'une légende. Les thèmes se réfèrent à la vie locale, à la récolte de la molice, à des sujets religieux, à des préoccupations idéologiques ou politiques mais aussi à des allusions grivoises. Ils reflètent l'état d'esprit des habitants de la Ria de Aveiro. Les légendes sont tantôt sérieuses, tantôt humoristiques avec souvent un double sens parfois difficile à comprendre pour les étrangers aux communautés de la Ria. Les quatre panneaux d'un moliceiro traitent chacun d'un sujet différent.
À l'origine ces panneaux décoratifs servaient à distinguer les bateaux, chaque patron de moliceiro pouvant être reconnu par la personnalisation de son bateau. On pouvait trouver en outre le nom du propriétaire à la proue et le nom du constructeur sur le gouvernail. Les premiers dessins étaient un peu grossiers et naïfs.
La dictature de António de Oliveira Salazar encouragea la décoration des moliceiros. Ses dirigeants estimaient que cet art populaire représentait "l'âme portugaise" correspondant à l'idéologie nationaliste et conservatrice de l'Estado Novo (1933 - 1974). Les dirigeants étaient aussi conscients que les moliceiros pouvaient servir de supports de propagande pour vanter la vie rurale ancestrale "saine et authentique" qu'ils prônaient. Les concours de panneaux peints et les régates, qui existent encore aujourd’hui, ont été créés pendant cette période par le Serviço Nacional de Informação, Ces institutions permettaient aussi la censure de peintures qui auraient pu attenter à l'ordre moral voulu par la dictature. Cela n'empêcha pas la création de panneaux subtilement subversifs comme les panneaux qui représentent un âne plus malin ou plus sympathique que son maître qui tient les rênes. Le message de cette fable animalière étant alors : la population laborieuse représentée par l'âne est en réalité meilleure que les gouvernants qui la mènent.
L'action du gouvernement de Salazar a été menée au moment où l'activité des moliceiros déclinait sans pouvoir empêcher sa quasi-disparition. Ce soutien entraîna cependant l'amélioration de la décoration. La palette de couleurs s'enrichit, les scènes devinrent de plus en plus détaillées et les dessins plus précis.
Cette décoration somptueuse a permis au moliceiro de survivre en trouvant un nouvel emploi : il est devenu un outil touristique, à la fois objet décoratif et moyen de transport pour la visite de la ville d'Aveiro.
De symbole patriotique sous l'époque de Salazar le moliceiro s'est transformé en symbole du patrimoine culturel économique. Aujourd'hui que ce soit sous forme de dessin stylisé ou de photos, le moliceiro est omniprésent sur les supports médiatiques se rapportant à la Ria de Aveiro. Il est présent aussi sous forme de produits dérivés telles les maquettes, les vêtements, les sacs, et autres objets utilisant son image.
L'influence des touristes a eu un impact sur la décoration des moliceiros. Désormais lorsque les panneaux ont pour thème la récolte de la molice, ce n'est plus la représentation de la vie mais une évocation culturelle du passé comme on le ferait dans un musée.
Les thèmes des panneaux ont aussi évolué pour répondre aux attentes des touristes. Les sujets humoristiques, souvent à caractère érotique, sont désormais très fréquents, alors qu’ils étaient minoritaires auparavant. Un des quatre panneaux du bateau y est souvent consacré. L'humour utilise le double sens fréquent sur les moliceiros : la légende est en apparence anodine mais sa signification devient équivoque quand on la rapporte au dessin explicite qu'elle accompagne.

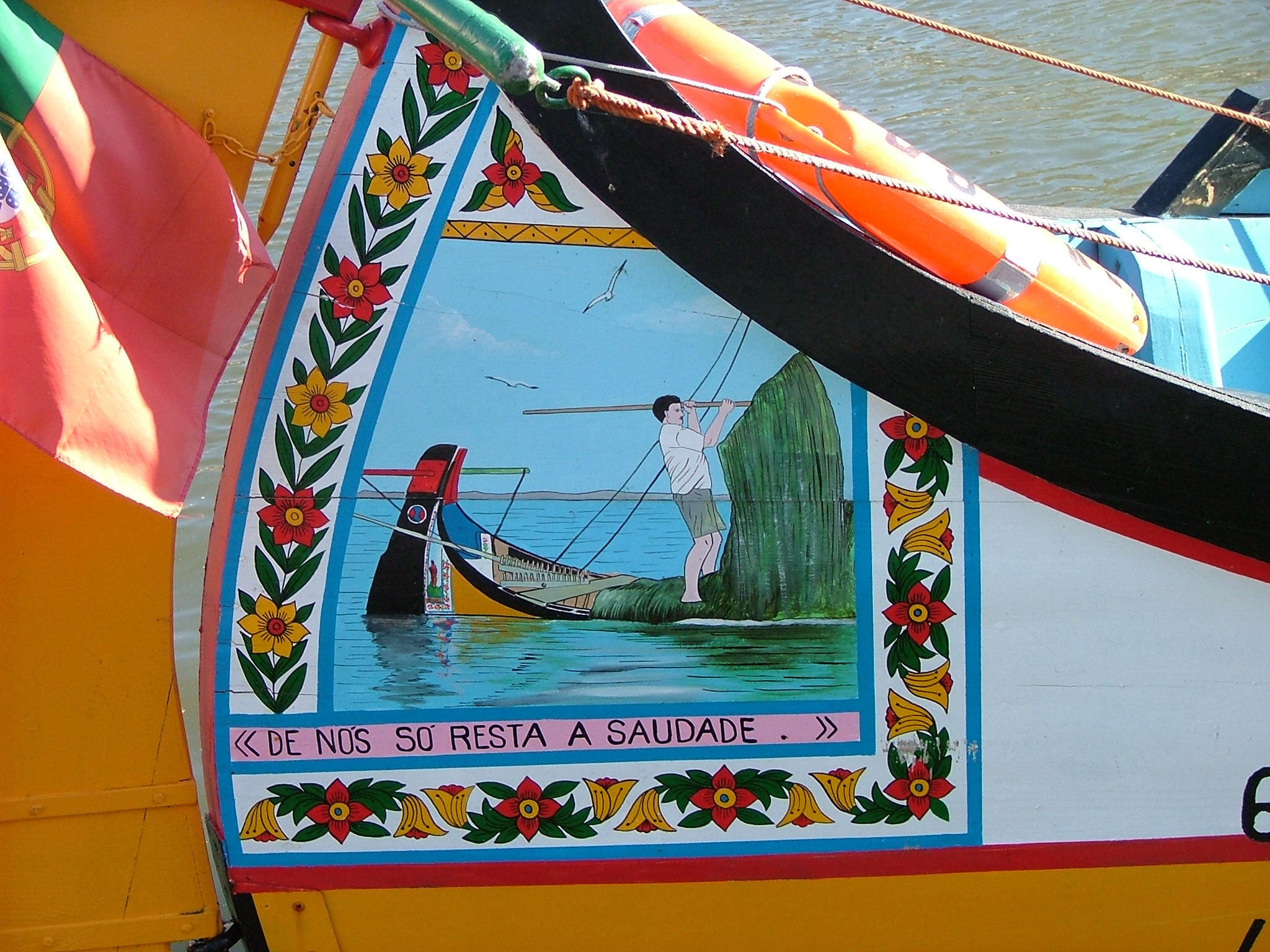
"De ceci il ne nous reste que la nostalgie" (évocation de la récolte de la molice)
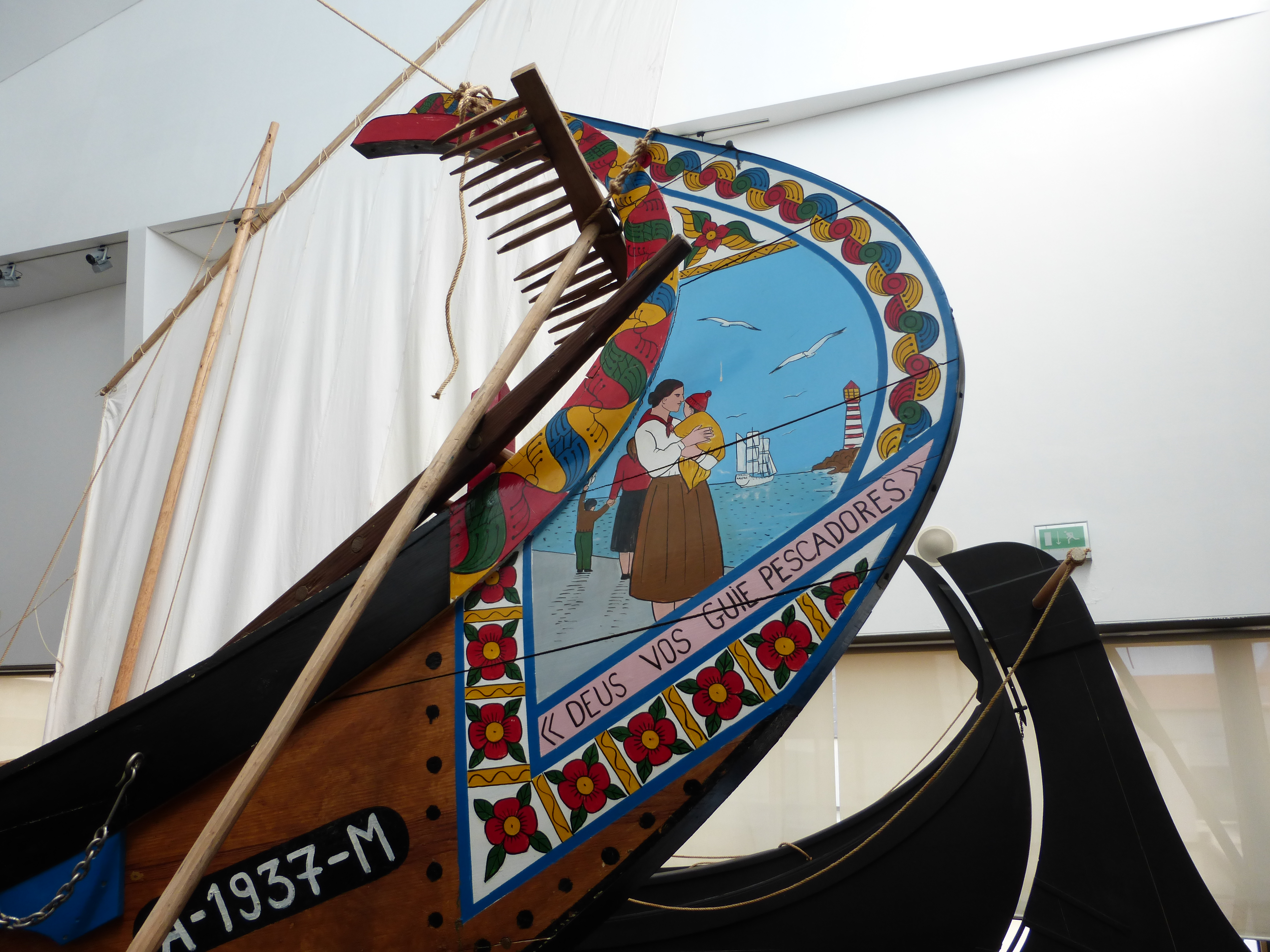
"Que Dieu guide les pêcheurs" (évocation de la pêche à la morue dont Aveiro fut un grand port)
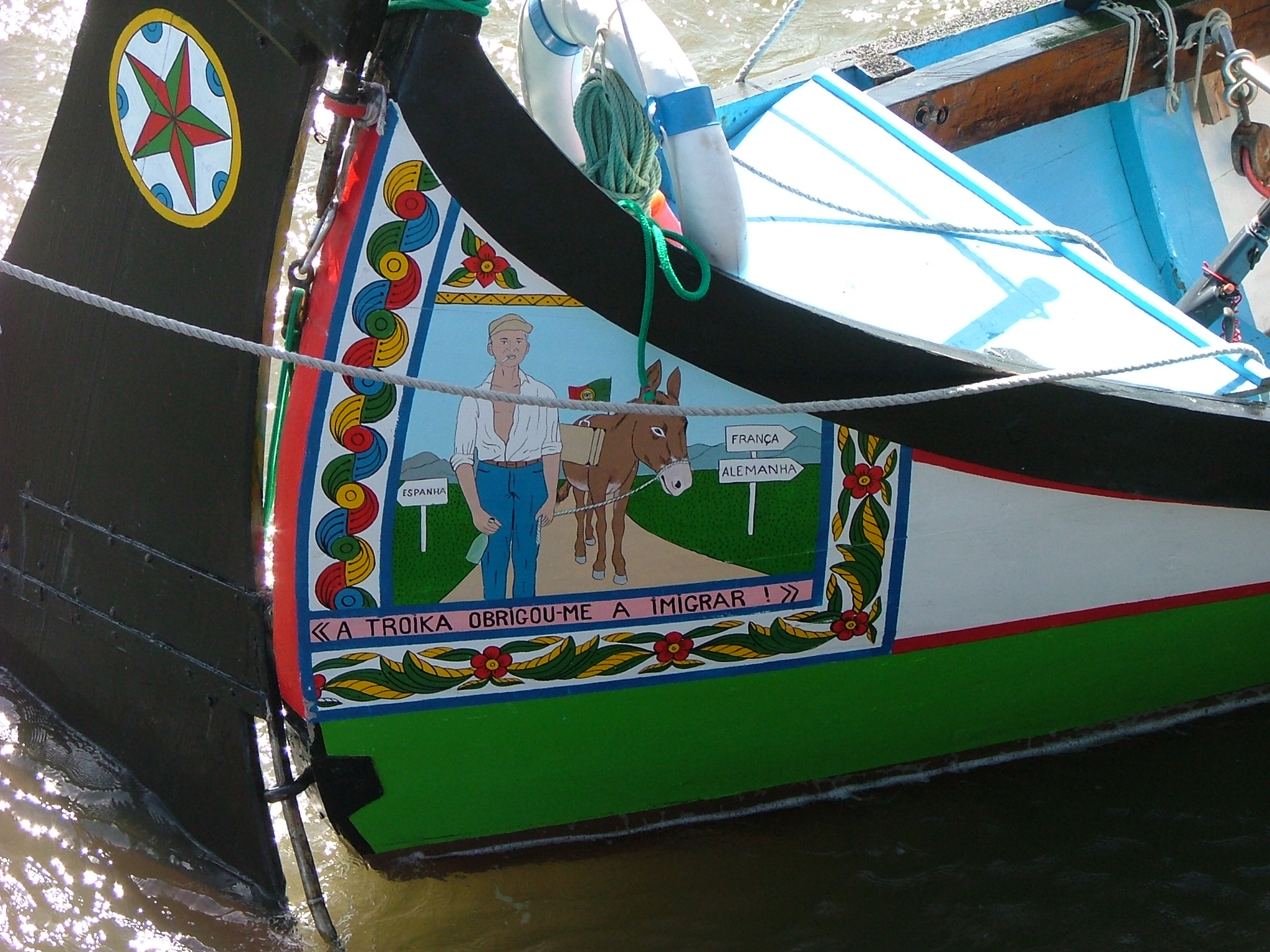
"La Troïka m'a obligé à immigrer"
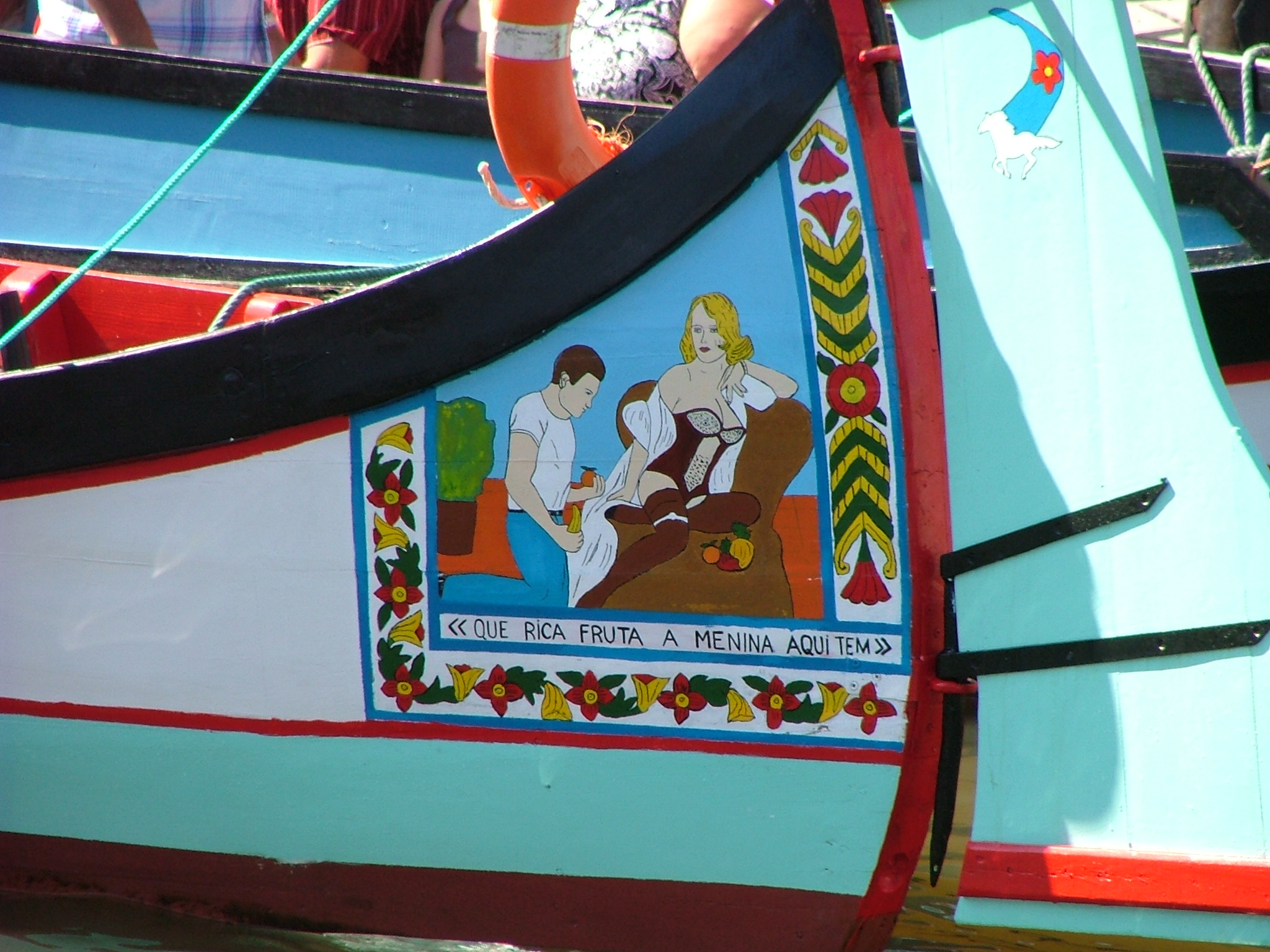
"Que cette jeune fille a de beaux fruits"
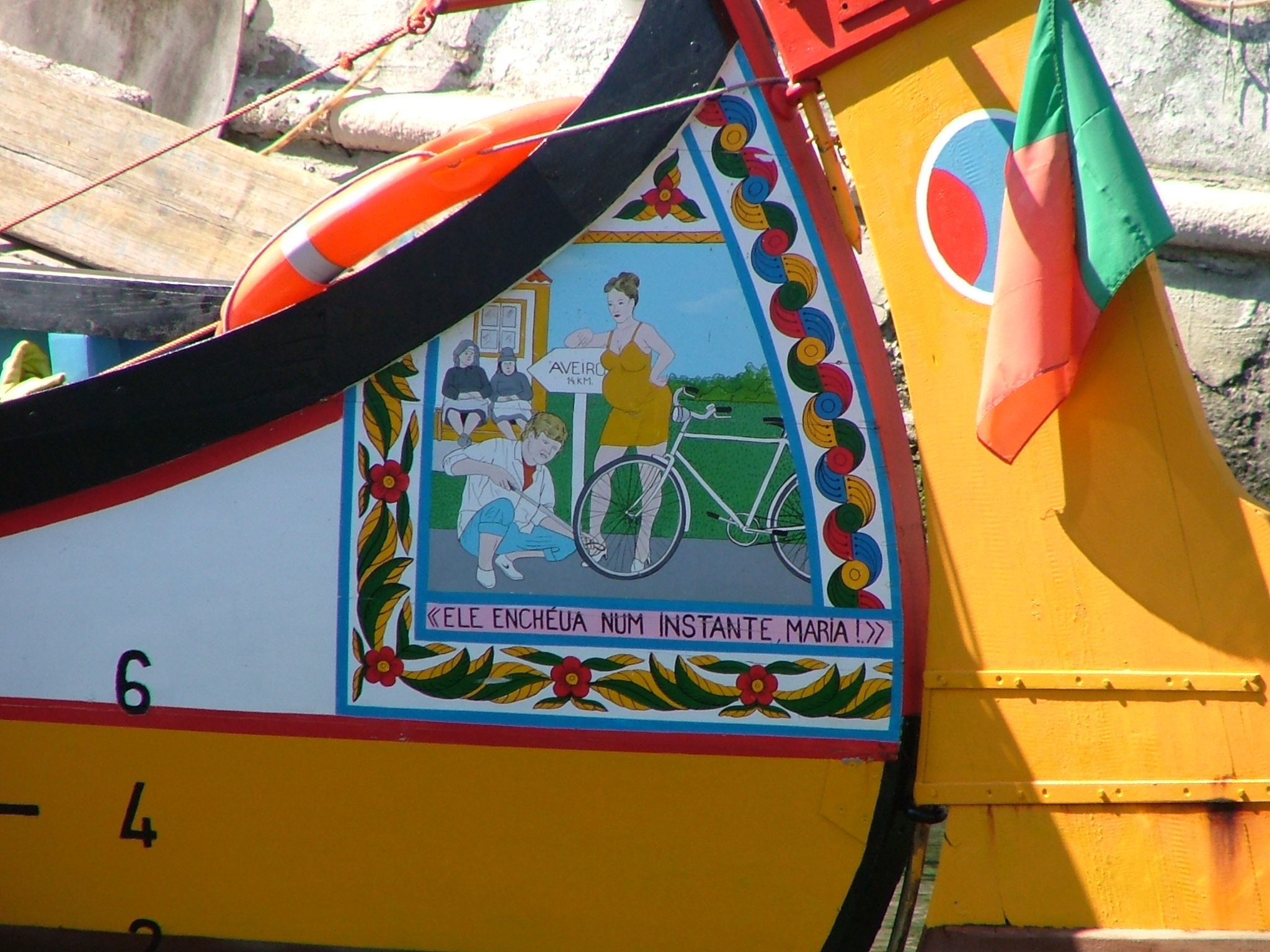
"Il a gonflé Maria en un instant"
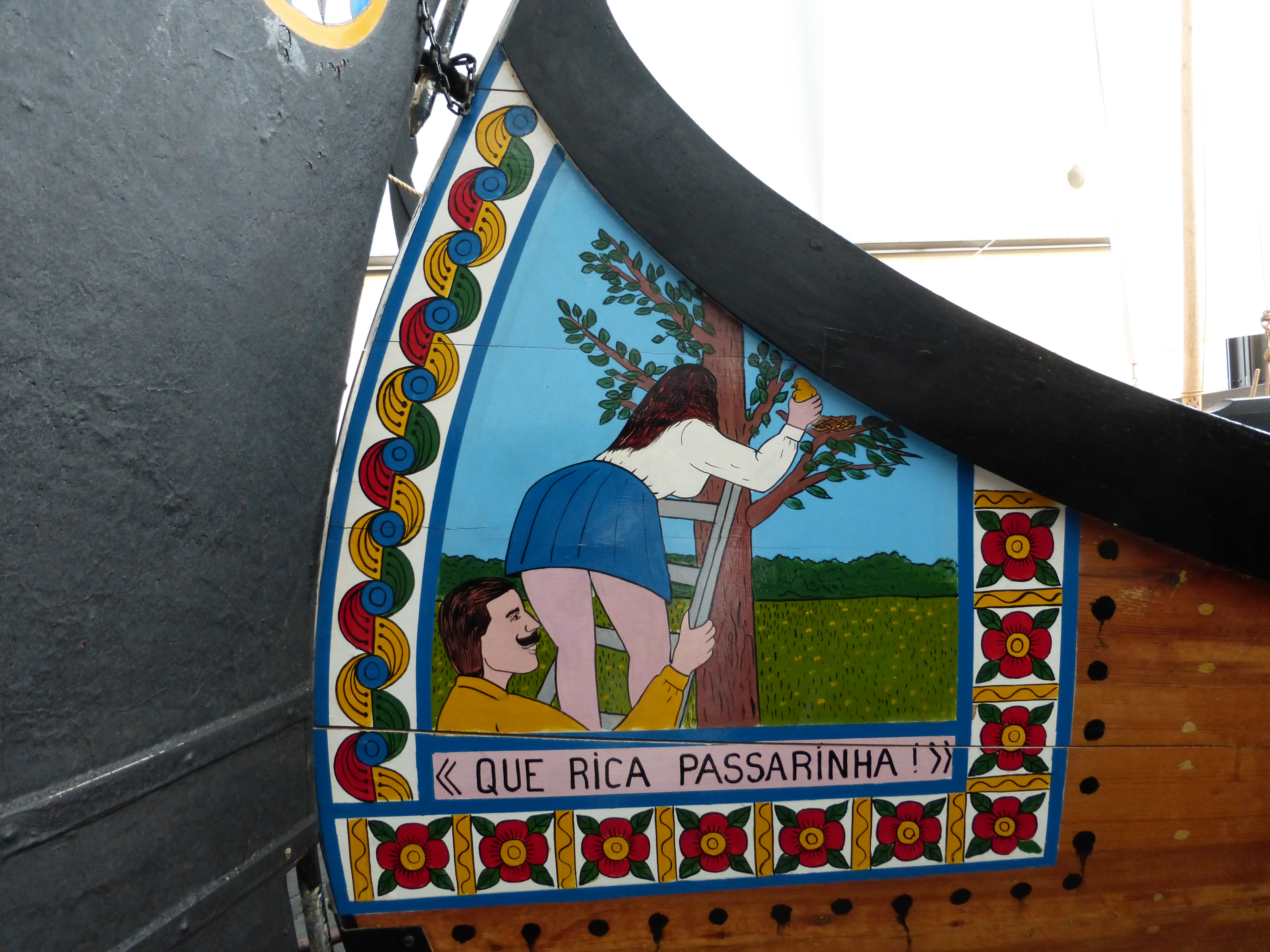
"Quel joli petit oiseau"
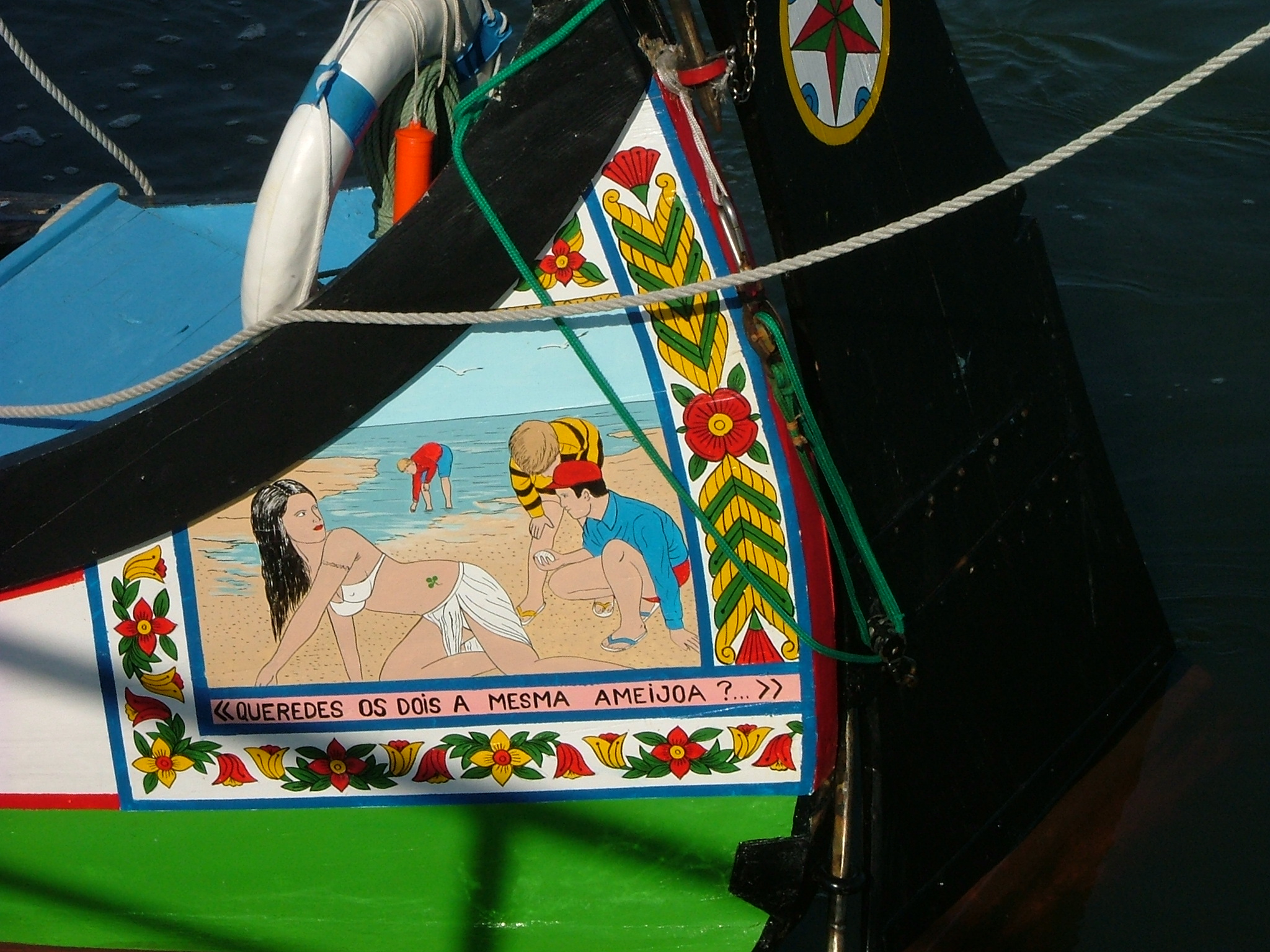
"Est-ce que nous cherchons les mêmes palourdes ?"
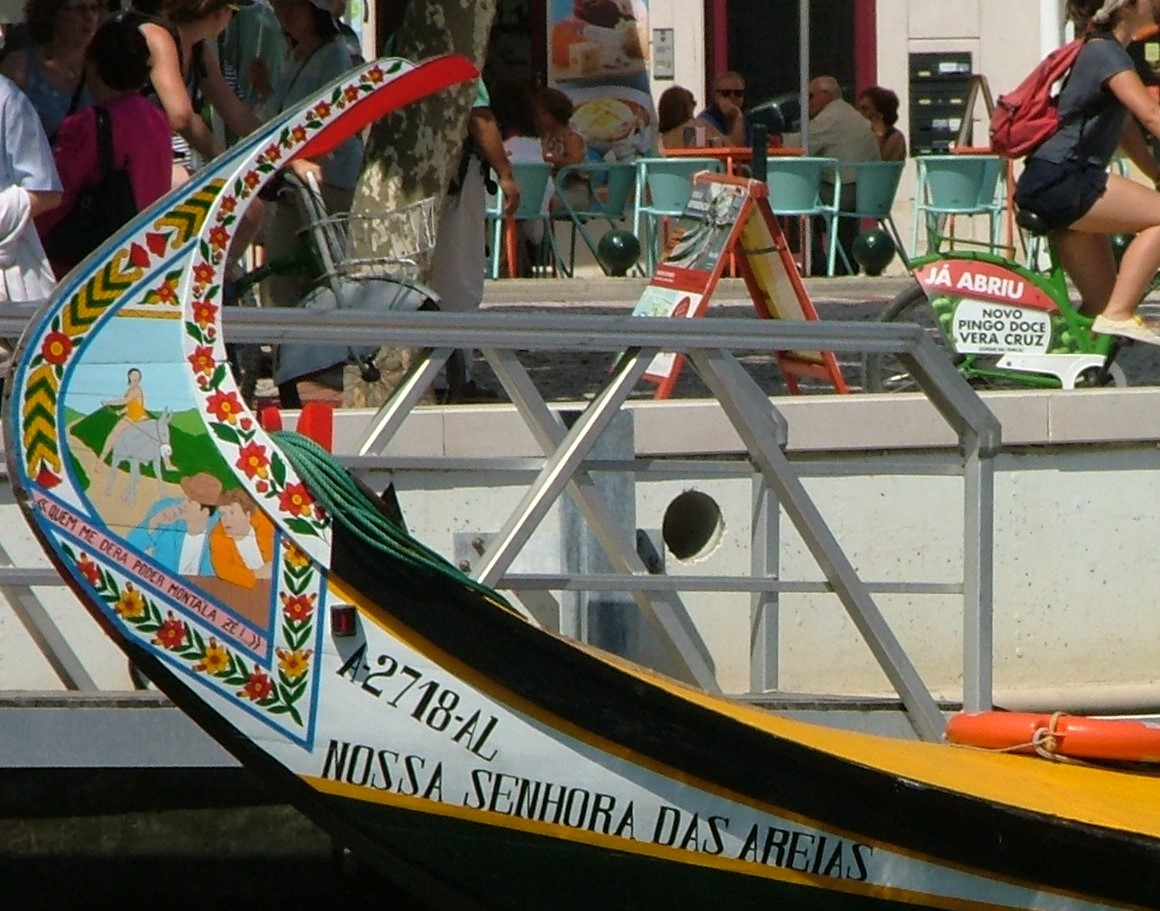
"J'aimerais bien pouvoir la monter"
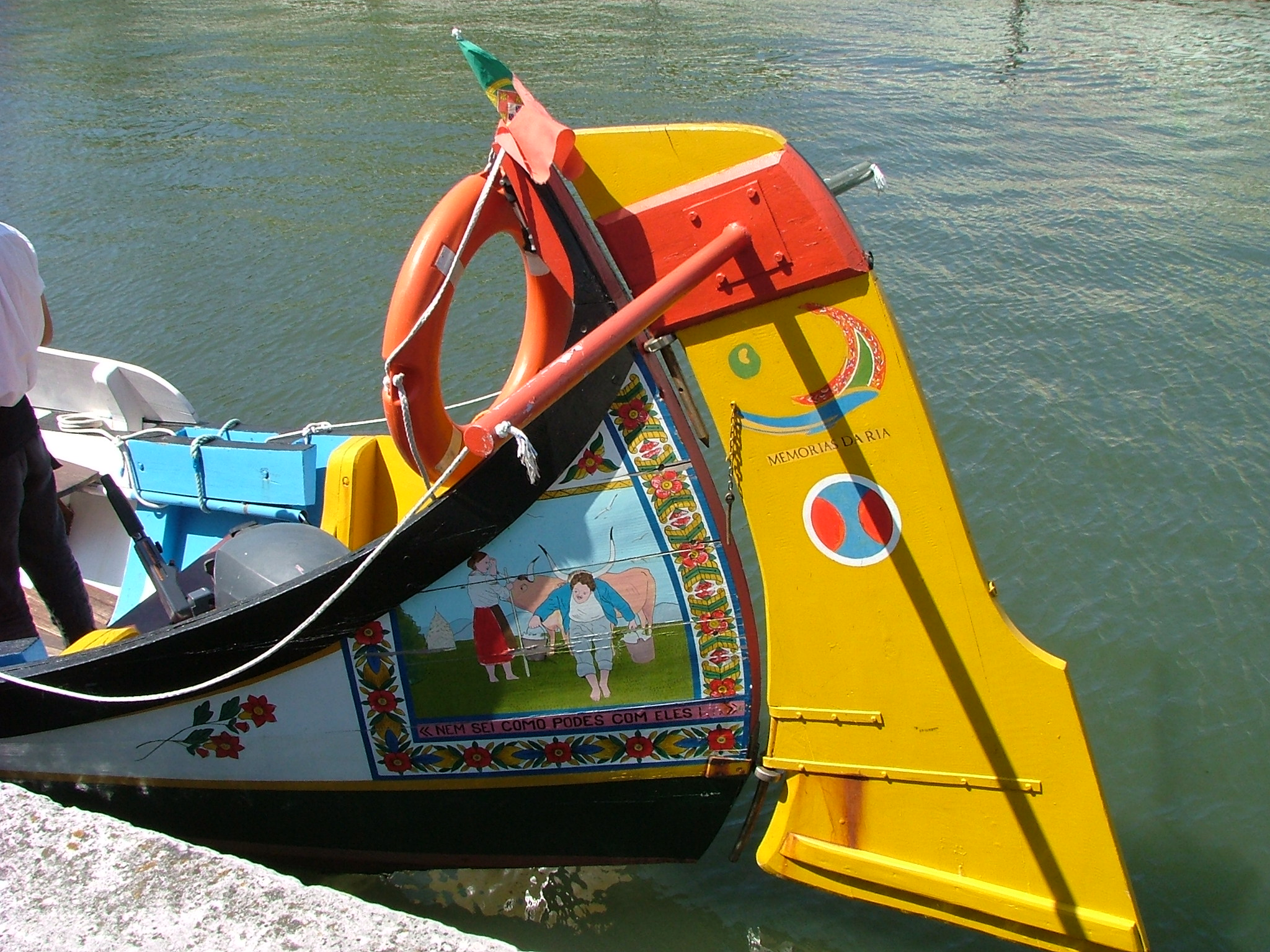
"Je ne sais pas comment tu peux porter cela ?" (les seaux et les cornes)

## Régates
Chaque été des régates de moliceiros sont organisées par les municipalités des communes de la Ria de Aveiro
Ces régates que l'on croit traditionnelles ont été en fait créés pendant la période de la dictature de António de Oliveira Salazar afin d'exalter le patriotisme portugais,. Aujourd'hui elles ne servent qu'à l'animation touristique, elles sont prisées par les touristes pour le spectacle qu'elles offrent. Elles sont souvent le seul moyen de voir des moliceiros naviguer à la voile. 